# 한네 쇠르보그
한네 쇠르보그(Hanne Sørvaag, 1979년 12월 27일 ~ )는 노르웨이의 싱어송라이터이다.